# Wilhelm II av Braunschweig-Wolfenbüttel
Wilhelm II "den yngre" av Braunschweig-Wolfenbüttel, Wilhelm "der Jüngere", född 1425/1426, död 7 juli 1503, begravd i St Blasius i Münden. Han var hertig av Braunschweig-Wolfenbüttel-Calenberg 1482-1495. Son till hertig Wilhelm I av Braunschweig-Wolfenbüttel (död 1482) och Cecilia av Brandenburg (död 1449).

## Biografi
Furst Wilhelm II efterträdde fadern 1482 jämte sin bror Fredrik och blev 1483 även hertig av Göttingen. Då Fredrik visade sig vara sinnessjuk satte Wilhelm denne i förvar i Münden 1485, och Fredrik dog där utan arvingar 1495.
Wilhelm överlät styret av furstendömet Braunschweig-Wolfenbüttel åt sönerna redan 1491. Vid Fredriks död 1495 delade Wilhelm samma år upp sin fars arv mellan sina egna söner Henrik och Erik.

## Äktenskap och barn
Wilhelm gifte sig 7 maj 1454 med Elisabeth av Stolberg (död 1520/1522). Paret fick följande barn:
1. Anna (1459/1460-1520), gift 1488 med lantgreve Wilhelm I av Hessen (1466-1515)
2. Henrik I av Braunschweig-Wolfenbüttel (1463-1514), hertig till Braunschweig-Lüneburg, furste av Braunschweig-Wolfenbüttel
3. Erik I (1470-1540), hertig till Braunschweig-Lüneburg, furste av Calenberg-Göttingen